# Danh sách di sản văn hóa Tây Ban Nha được quan tâm ở tỉnh La Rioja
Danh sách di sản văn hóa Tây Ban Nha được quan tâm ở La Rioja (Tây Ban Nha).

## Các di sản liên quan đến nhiều thành phố
| Tên                                  | Dạng                  | Địa điểm                                     | Tọa độ | Số hồ sơ tham khảo? | Ngày nhận danh hiệu? | Hình ảnh                                         |
| ------------------------------------ | --------------------- | -------------------------------------------- | ------ | ------------------- | -------------------- | ------------------------------------------------ |
| Đường hành hương Santiago Compostela | Lịch sử và nghệ thuật | La Rioja (Tây Ban Nha) Municipios del Camino |        | RI-53-0000035-00010 | 05-09-1962           | El Camino de Santiago en La Rioja · Upload image |

## Các di sản theo thành phố

### A

#### Ábalos
| Tên                            | Dạng                                              | Địa điểm | Tọa độ                                      | Số hồ sơ tham khảo? | Ngày nhận danh hiệu? | Hình ảnh                                         |
| ------------------------------ | ------------------------------------------------- | -------- | ------------------------------------------- | ------------------- | -------------------- | ------------------------------------------------ |
| Nhà thờ Parroquial San Esteban | Di tích Kiến trúc tôn giáo Kiểu: Gótico flamígero | Ábalos   | 42°34′25″B 2°42′39″T / 42,57361°B 2,71083°T | RI-51-0003918       | 28-09-1973           | Iglesia Parroquial de San Esteban · Upload image |

#### Agoncillo, La Rioja
| Tên                                      | Dạng                                             | Địa điểm  | Tọa độ                                        | Số hồ sơ tham khảo? | Ngày nhận danh hiệu? | Hình ảnh                                                      |
| ---------------------------------------- | ------------------------------------------------ | --------- | --------------------------------------------- | ------------------- | -------------------- | ------------------------------------------------------------- |
| Lâu đài Aguas Mansas                     | Lâu đài Tình trạng: Rehabilitado                 | Agoncillo | 42°26′46″B 2°17′29″T / 42,44611°B 2,29139°T   | RI-51-0004824       | 09-03-1983           | Castillo de Aguas Mansas · Upload image                       |
| Nhà thờ Parroquial Nuestra Señora Blanca | Di tích Kiến trúc tôn giáo                       | Agoncillo | 42°26′47″B 2°17′26″T / 42,446468°B 2,290611°T | RI-51-0004606       | 26-02-1982           | Iglesia Parroquial de Nuestra Señora La Blanca · Upload image |
| Puente Romano sobre río Leza             | Di tích Kiến trúc dân sự Tình trạng: Đang đổ nát | Agoncillo | 42°26′06″B 2°18′31″T / 42,434879°B 2,308528°T | RI-51-0004524       | 19-10-1981           | Puente Romano sobre el río Leza · Upload image                |

#### Aguilar del Río Alhama
| Tên                  | Dạng                     | Địa điểm               | Tọa độ | Số hồ sơ tham khảo? | Ngày nhận danh hiệu? | Hình ảnh     |
| -------------------- | ------------------------ | ---------------------- | ------ | ------------------- | -------------------- | ------------ |
| Khu vực Virgen Prado | Địa điểm lịch sử Icnitas | Aguilar del Río Alhama |        | RI-54-0000107       | 23-06-2000           | Upload image |

#### Alcanadre
| Tên                               | Dạng                      | Địa điểm                                                                       | Tọa độ                                      | Số hồ sơ tham khảo? | Ngày nhận danh hiệu? | Hình ảnh                                                |
| --------------------------------- | ------------------------- | ------------------------------------------------------------------------------ | ------------------------------------------- | ------------------- | -------------------- | ------------------------------------------------------- |
| Ruinas Acueducto Romano Calahorra | Khu khảo cổ Di tích La Mã | Alcanadre và Lodosa (Navarra) Se encuentra entre los dos términos municipales. | 42°25′09″B 2°06′38″T / 42,41917°B 2,11056°T | RI-55-0000079       | 15-01-1970           | Ruinas del Acueducto Romano de Calahorra · Upload image |

#### Alfaro, La Rioja
| Tên                           | Dạng                       | Địa điểm | Tọa độ                                        | Số hồ sơ tham khảo? | Ngày nhận danh hiệu? | Hình ảnh                                           |
| ----------------------------- | -------------------------- | -------- | --------------------------------------------- | ------------------- | -------------------- | -------------------------------------------------- |
| Colegiata San Miguel Arcángel | Di tích Kiến trúc tôn giáo | Alfaro   | 42°10′41″B 1°44′56″T / 42,178136°B 1,748998°T | RI-51-0004229       | 23-04-1976           | Colegiata de San Miguel Arcángel · Upload image    |
| Nhà thờ Nuestra Señora Burgo  | Di tích Kiến trúc tôn giáo | Alfaro   | 42°10′39″B 1°45′05″T / 42,177371°B 1,751274°T |                     | 19-09-2014           | Iglesia de Nuestra Señora del Burgo · Upload image |
| Ninfeo romano                 | Di tích Di tích La Mã      | Alfaro   | 42°10′48″B 1°45′33″T / 42,180109°B 1,759238°T | RI-51-0004547       | 18-12-1981           | Ninfeo romano · Upload image                       |

#### Anguciana
| Tên                   | Dạng         | Địa điểm  | Tọa độ                                        | Số hồ sơ tham khảo? | Ngày nhận danh hiệu? | Hình ảnh                                 |
| --------------------- | ------------ | --------- | --------------------------------------------- | ------------------- | -------------------- | ---------------------------------------- |
| Tháp Fuerte Anguciana | Lâu đài Tháp | Anguciana | 42°34′30″B 2°54′14″T / 42,574918°B 2,903763°T | n/d                 | 22-04-1949           | Torre Fuerte de Anguciana · Upload image |

#### Anguiano
| Tên                           | Dạng                       | Địa điểm                                 | Tọa độ                                        | Số hồ sơ tham khảo? | Ngày nhận danh hiệu? | Hình ảnh                                                 |
| ----------------------------- | -------------------------- | ---------------------------------------- | --------------------------------------------- | ------------------- | -------------------- | -------------------------------------------------------- |
| Nhà thờ Parroquial San Andrés | Di tích Kiến trúc tôn giáo | Anguiano                                 | 42°15′40″B 2°45′50″T / 42,26117°B 2,763824°T  | RI-51-0004572       | 05-01-1982           | Iglesia Parroquial de San Andrés · Upload image          |
| Tu viện Valvanera             | Di tích Kiến trúc tôn giáo | Anguiano A 17 km en dirección a Mansilla | 42°13′51″B 2°52′14″T / 42,230793°B 2,870566°T | RI-51-0010734       | 11-04-2003           | Monasterio de Nuestra Señora de Valvanera · Upload image |

#### Arenzana de Abajo
| Tên                                        | Dạng                       | Địa điểm          | Tọa độ                                        | Số hồ sơ tham khảo? | Ngày nhận danh hiệu? | Hình ảnh                                                           |
| ------------------------------------------ | -------------------------- | ----------------- | --------------------------------------------- | ------------------- | -------------------- | ------------------------------------------------------------------ |
| Crucero                                    | Hành trình                 | Arenzana de Abajo | 42°23′06″B 2°43′26″T / 42,384957°B 2,724007°T | n/d                 | 14-03-1963           | Upload image                                                       |
| Nhà thờ Parroquial Nuestra Señora Asunción | Di tích Kiến trúc tôn giáo | Arenzana de Abajo | 42°23′11″B 2°43′08″T / 42,386307°B 2,718975°T | RI-51-0004539       | 27-11-1981           | Iglesia Parroquial de Nuestra Señora de la Asunción · Upload image |

#### Arnedillo
| Tên                                           | Dạng                                            | Địa điểm  | Tọa độ                                        | Số hồ sơ tham khảo? | Ngày nhận danh hiệu? | Hình ảnh                                                       |
| --------------------------------------------- | ----------------------------------------------- | --------- | --------------------------------------------- | ------------------- | -------------------- | -------------------------------------------------------------- |
| Lâu đài Arnedillo                             | Lâu đài                                         | Arnedillo | 42°12′48″B 2°14′01″T / 42,213257°B 2,233605°T | n/d                 | 22-04-1949           | Castillo de Arnedillo · Upload image                           |
| Nhà thờ Parroquial San Servando và San Germán | Di tích Kiến trúc tôn giáo Thời gian: Thế kỷ 16 | Arnedillo | 42°12′43″B 2°14′06″T / 42,211867°B 2,235068°T | RI-51-0005035       | 28-06-1984           | Iglesia Parroquial de San Servando y San Germán · Upload image |
| Khu vực Mata                                  | Địa điểm lịch sử Icnitas                        | Arnedillo |                                               | RI-54-0000068       | 23-06-2000           | Upload image                                                   |
| Khu vực Paleontológico Icnitas Hoyas          | Địa điểm lịch sử Icnitas                        | Arnedillo |                                               | RI-54-0000101       | 23-06-2000           | Upload image                                                   |

#### Arnedo
| Tên            | Dạng                                           | Địa điểm | Tọa độ                                        | Số hồ sơ tham khảo? | Ngày nhận danh hiệu? | Hình ảnh                            |
| -------------- | ---------------------------------------------- | -------- | --------------------------------------------- | ------------------- | -------------------- | ----------------------------------- |
| Lâu đài Arnedo | Di tích Kiến trúc phòng thủ                    | Arnedo   | 42°13′44″B 2°05′47″T / 42,229002°B 2,096402°T | n/d                 | 22-04-1949           | Castillo de Arnedo · Upload image   |
| Chalé Sevilla  | Di tích Kiến trúc dân sự Tình trạng: Derribado | Arnedo   | 42°13′29″B 2°06′01″T / 42,224705°B 2,100149°T | RI-51-0011153       | 11-05-2004           | Chalé de los Sevilla · Upload image |

#### Autol
| Tên           | Dạng                            | Địa điểm | Tọa độ                                        | Số hồ sơ tham khảo? | Ngày nhận danh hiệu? | Hình ảnh                         |
| ------------- | ------------------------------- | -------- | --------------------------------------------- | ------------------- | -------------------- | -------------------------------- |
| Lâu đài Autol | Lâu đài Tình trạng: Đang đổ nát | Autol    | 42°12′51″B 2°00′31″T / 42,214141°B 2,008516°T | n/d                 | 22-04-1949           | Castillo de Autol · Upload image |

#### Azofra
| Tên    | Dạng              | Địa điểm | Tọa độ                                        | Số hồ sơ tham khảo? | Ngày nhận danh hiệu? | Hình ảnh     |
| ------ | ----------------- | -------- | --------------------------------------------- | ------------------- | -------------------- | ------------ |
| Picota | Rollo de justicia | Azofra   | 42°25′34″B 2°48′27″T / 42,426192°B 2,807606°T | n/d                 | 14-03-1963           | Upload image |

### B

#### Bañares
| Tên                                               | Dạng                                               | Địa điểm | Tọa độ                                        | Số hồ sơ tham khảo? | Ngày nhận danh hiệu? | Hình ảnh                                                                   |
| ------------------------------------------------- | -------------------------------------------------- | -------- | --------------------------------------------- | ------------------- | -------------------- | -------------------------------------------------------------------------- |
| Nhà thờ Santa María Antigua hay Ermita Santa Cruz | Di tích Kiến trúc tôn giáo Kiểu: Arte Románico     | Bañares  | 42°28′07″B 2°54′45″T / 42,468522°B 2,912467°T | RI-51-0001606       | 09-04-1964           | Iglesia de Santa María la Antigua o ermita de la Santa Cruz · Upload image |
| Nhà thờ Parroquial Santa Cruz                     | Di tích Kiến trúc tôn giáo Kiểu: Nghệ thuật Gothic | Bañares  | 42°28′07″B 2°54′45″T / 42,468649°B 2,912445°T | RI-51-0001607       | 09-04-1964           | Iglesia Parroquial de Santa Cruz · Upload image                            |

#### Baños de Rioja
| Tên                 | Dạng         | Địa điểm       | Tọa độ                                        | Số hồ sơ tham khảo? | Ngày nhận danh hiệu? | Hình ảnh                                 |
| ------------------- | ------------ | -------------- | --------------------------------------------- | ------------------- | -------------------- | ---------------------------------------- |
| Torreón Baños Rioja | Lâu đài Tháp | Baños de Rioja | 42°30′43″B 2°56′42″T / 42,511932°B 2,944995°T | n/d                 | 22-04-1949           | Torreón de Baños de Rioja · Upload image |

#### Bezares
| Tên                           | Dạng                                                         | Địa điểm | Tọa độ                                        | Số hồ sơ tham khảo? | Ngày nhận danh hiệu? | Hình ảnh                                        |
| ----------------------------- | ------------------------------------------------------------ | -------- | --------------------------------------------- | ------------------- | -------------------- | ----------------------------------------------- |
| Nhà thờ Parroquial San Martín | Di tích Kiến trúc tôn giáo Thời gian: Thế kỷ 15 và Thế kỷ 16 | Bezares  | 42°22′16″B 2°40′17″T / 42,371112°B 2,671431°T | RI-51-0004391       | 16-11-1979           | Iglesia Parroquial de San Martín · Upload image |

#### Brieva de Cameros
| Tên            | Dạng                               | Địa điểm          | Tọa độ                                       | Số hồ sơ tham khảo? | Ngày nhận danh hiệu? | Hình ảnh     |
| -------------- | ---------------------------------- | ----------------- | -------------------------------------------- | ------------------- | -------------------- | ------------ |
| Crucero Brieva | Hành trình Hành trình con templete | Brieva de Cameros | 42°09′52″B 2°47′41″T / 42,164322°B 2,79463°T | n/d                 | 14-03-1963           | Upload image |

#### Briñas
| Tên     | Dạng       | Địa điểm | Tọa độ                                        | Số hồ sơ tham khảo? | Ngày nhận danh hiệu? | Hình ảnh     |
| ------- | ---------- | -------- | --------------------------------------------- | ------------------- | -------------------- | ------------ |
| Crucero | Hành trình | Briñas   | 42°36′06″B 2°49′47″T / 42,601703°B 2,829688°T | n/d                 | 14-03-1963           | Upload image |

#### Briones
| Tên                             | Dạng                                              | Địa điểm | Tọa độ                                        | Số hồ sơ tham khảo? | Ngày nhận danh hiệu? | Hình ảnh                                                |
| ------------------------------- | ------------------------------------------------- | -------- | --------------------------------------------- | ------------------- | -------------------- | ------------------------------------------------------- |
| Lâu đài Briones                 | Lâu đài Tường thành                               | Briones  | 42°32′42″B 2°47′10″T / 42,544935°B 2,786098°T | n/d                 | 22-04-1949           | Castillo de Briones · Upload image                      |
| Nhà thờ Nuestra Señora Asunción | Di tích Kiến trúc tôn giáo Kiểu: Gótico isabelino | Briones  | 42°32′39″B 2°47′06″T / 42,544218°B 2,785044°T | RI-51-0004516       | 04-09-1981           | Iglesia de Nuestra Señora de la Asunción · Upload image |

### C

#### Cabezón de Cameros
| Tên                | Dạng                     | Địa điểm           | Tọa độ | Số hồ sơ tham khảo? | Ngày nhận danh hiệu? | Hình ảnh     |
| ------------------ | ------------------------ | ------------------ | ------ | ------------------- | -------------------- | ------------ |
| Khu vực Valdemayor | Địa điểm lịch sử Icnitas | Cabezón de Cameros |        | RI-54-0000112       | 23-06-2000           | Upload image |

#### Calahorra
| Tên                         | Dạng                                                                    | Địa điểm                     | Tọa độ                                        | Số hồ sơ tham khảo? | Ngày nhận danh hiệu? | Hình ảnh                               |
| --------------------------- | ----------------------------------------------------------------------- | ---------------------------- | --------------------------------------------- | ------------------- | -------------------- | -------------------------------------- |
| Nhà thờ chính tòa Calahorra | Di tích Kiến trúc tôn giáo Thời gian: Thế kỷ 17 Kiểu: Nghệ thuật Gothic | Calahorra Paseo de las Bolas | 42°17′56″B 1°57′27″T / 42,298919°B 1,957528°T | RI-51-0000700       | 03-06-1931           | Catedral de Santa María · Upload image |
| Rollo                       | Rollo de justicia                                                       | Calahorra                    | 42°18′13″B 1°57′52″T / 42,303541°B 1,964431°T | n/d                 | 14-03-1963           | Upload image                           |

#### Canales de la Sierra
| Tên                  | Dạng                                           | Địa điểm             | Tọa độ                                        | Số hồ sơ tham khảo? | Ngày nhận danh hiệu? | Hình ảnh                               |
| -------------------- | ---------------------------------------------- | -------------------- | --------------------------------------------- | ------------------- | -------------------- | -------------------------------------- |
| Crucero Canales      | Hành trình                                     | Canales de la Sierra | 42°08′28″B 3°01′27″T / 42,141167°B 3,024202°T | n/d                 | 14-03-1963           | Upload image                           |
| Ermita San Cristóbal | Di tích Kiến trúc tôn giáo Kiểu: Arte románico | Canales de la Sierra | 42°08′25″B 3°01′32″T / 42,1404°B 3,025629°T   | RI-51-0004412       | 22-02-1980           | Ermita de San Cristóbal · Upload image |

#### Cañas, La Rioja
| Tên           | Dạng                       | Địa điểm | Tọa độ                                        | Số hồ sơ tham khảo? | Ngày nhận danh hiệu? | Hình ảnh                                              |
| ------------- | -------------------------- | -------- | --------------------------------------------- | ------------------- | -------------------- | ----------------------------------------------------- |
| Tu viện Cañas | Di tích Kiến trúc tôn giáo | Cañas    | 42°23′33″B 2°50′40″T / 42,392543°B 2,844539°T | RI-51-0001121       | 02-03-1943           | Monasterio Cisterciense de Santa María · Upload image |

#### Casalarreina
| Tên                                          | Dạng                                                                 | Địa điểm                         | Tọa độ                                       | Số hồ sơ tham khảo? | Ngày nhận danh hiệu? | Hình ảnh                                             |
| -------------------------------------------- | -------------------------------------------------------------------- | -------------------------------- | -------------------------------------------- | ------------------- | -------------------- | ---------------------------------------------------- |
| Casco Antiguo                                | Khu phức hợp lịch sử artístico                                       | Casalarreina                     | 42°32′57″B 2°54′41″T / 42,54917°B 2,91139°T  | RI-53-0000183       | 20-02-1975           | Casco Antiguo · Upload image                         |
| Tu viện Nuestra Señora Piedad (Casalarreina) | Di tích Kiến trúc tôn giáo Kiến trúc: Gótico isabelino và Plateresco | Casalarreina Plaza de La Florida | 42°32′49″B 2°54′48″T / 42,54699°B 2,913445°T | RI-51-0005009       | 16-05-1977           | Monasterio de Ntra. Sra. de la Piedad · Upload image |

#### Cenicero (La Rioja)
| Tên     | Dạng       | Địa điểm | Tọa độ                                        | Số hồ sơ tham khảo? | Ngày nhận danh hiệu? | Hình ảnh               |
| ------- | ---------- | -------- | --------------------------------------------- | ------------------- | -------------------- | ---------------------- |
| Crucero | Hành trình | Cenicero | 42°28′54″B 2°39′01″T / 42,481549°B 2,650238°T | n/d                 | 14-03-1963           | Crucero · Upload image |

#### Cervera del Río Alhama
| Tên                      | Dạng                     | Địa điểm               | Tọa độ                                       | Số hồ sơ tham khảo? | Ngày nhận danh hiệu? | Hình ảnh                                      |
| ------------------------ | ------------------------ | ---------------------- | -------------------------------------------- | ------------------- | -------------------- | --------------------------------------------- |
| Tàn tích Lâu đài Cervera | Lâu đài                  | Cervera del Río Alhama | 42°00′29″B 1°57′05″T / 42,00819°B 1,951273°T | n/d                 | 22-04-1949           | Restos del Castillo de Cervera · Upload image |
| Khu vực Navillas         | Địa điểm lịch sử Icnitas | Cervera del Río Alhama |                                              | RI-54-0000104       | 23-06-2000           | Upload image                                  |
| Khu vực Valdebrajes      | Địa điểm lịch sử Icnitas | Cervera del Río Alhama |                                              | RI-54-0000113       | 23-06-2000           | Upload image                                  |

#### Cihuri
| Tên           | Dạng                     | Địa điểm | Tọa độ                                        | Số hồ sơ tham khảo? | Ngày nhận danh hiệu? | Hình ảnh                     |
| ------------- | ------------------------ | -------- | --------------------------------------------- | ------------------- | -------------------- | ---------------------------- |
| Puente Romano | Di tích Kiến trúc dân sự | Cihuri   | 42°34′06″B 2°55′10″T / 42,568444°B 2,919544°T | RI-51-0004602       | 26-02-1982           | Puente Romano · Upload image |

#### Clavijo
| Tên             | Dạng                            | Địa điểm | Tọa độ                                        | Số hồ sơ tham khảo? | Ngày nhận danh hiệu? | Hình ảnh                           |
| --------------- | ------------------------------- | -------- | --------------------------------------------- | ------------------- | -------------------- | ---------------------------------- |
| Lâu đài Clavijo | Lâu đài Tình trạng: Đang đổ nát | Clavijo  | 42°21′02″B 2°25′38″T / 42,350517°B 2,427346°T | RI-51-0000706       | 03-06-1931           | Castillo de Clavijo · Upload image |

#### Corera
| Tên     | Dạng                               | Địa điểm | Tọa độ                                        | Số hồ sơ tham khảo? | Ngày nhận danh hiệu? | Hình ảnh               |
| ------- | ---------------------------------- | -------- | --------------------------------------------- | ------------------- | -------------------- | ---------------------- |
| Crucero | Hành trình Hành trình con templete | Corera   | 42°20′34″B 2°12′56″T / 42,342677°B 2,215608°T | n/d                 | 14-03-1963           | Crucero · Upload image |

#### Cornago
| Tên                       | Dạng                     | Địa điểm | Tọa độ                                       | Số hồ sơ tham khảo? | Ngày nhận danh hiệu? | Hình ảnh                               |
| ------------------------- | ------------------------ | -------- | -------------------------------------------- | ------------------- | -------------------- | -------------------------------------- |
| Lâu đài Cornago           | Lâu đài                  | Cornago  | 42°03′58″B 2°05′47″T / 42,066085°B 2,09626°T | n/d                 | 22-04-1949           | Castillo de Cornago · Upload image     |
| Khu vực Barranco Acrijos  | Địa điểm lịch sử Icnitas | Cornago  |                                              | RI-54-0000127       | 23-06-2000           | Upload image                           |
| Khu vực Cabezuelos        | Địa điểm lịch sử Icnitas | Cornago  |                                              | RI-54-0000128       | 23-06-2000           | Upload image                           |
| Khu vực Cayos             | Địa điểm lịch sử Icnitas | Cornago  |                                              | RI-54-0000105       | 23-06-2000           | Yacimiento de los Cayos · Upload image |
| Khu vực Valdenocerillo    | Địa điểm lịch sử Icnitas | Cornago  |                                              | RI-54-0000110       | 23-06-2000           | Upload image                           |
| Khu vực Chorrón Saltadero | Địa điểm lịch sử Icnitas | Cornago  |                                              | RI-54-0000126       | 23-06-2000           | Upload image                           |

#### Cuzcurrita de Río Tirón
| Tên                            | Dạng                                           | Địa điểm                         | Tọa độ                                        | Số hồ sơ tham khảo? | Ngày nhận danh hiệu? | Hình ảnh                                            |
| ------------------------------ | ---------------------------------------------- | -------------------------------- | --------------------------------------------- | ------------------- | -------------------- | --------------------------------------------------- |
| Lâu đài Velasco                | Lâu đài                                        | Cuzcurrita de Río Tirón          | 42°32′27″B 2°57′55″T / 42,540812°B 2,965219°T | n/d                 | 22-04-1949           | Castillo de los Velasco · Upload image              |
| Ermita Nuestra Señora Sorejana | Di tích Kiến trúc tôn giáo Kiểu: Arte románico | Cuzcurrita de Río Tirón Sorejana | 42°32′12″B 2°58′52″T / 42,536678°B 2,98106°T  | RI-51-0004513       | 03-08-1981           | Ermita de Nuestra Señora de Sorejana · Upload image |
| Nhà thờ Parroquial San Miguel  | Di tích Kiến trúc tôn giáo Kiểu: Baroque       | Cuzcurrita de Río Tirón          | 42°32′28″B 2°57′47″T / 42,541222°B 2,963185°T | RI-51-0004281       | 23-06-1978           | Iglesia Parroquial de San Miguel · Upload image     |
| Rollo Cuzcurrita               | Rollo de justicia                              | Cuzcurrita de Río Tirón          | 42°32′25″B 2°57′35″T / 42,540206°B 2,959678°T | n/d                 | 14-03-1963           | Upload image                                        |

### E

#### Enciso, La Rioja
| Tên                          | Dạng                                                                               | Địa điểm | Tọa độ                                        | Số hồ sơ tham khảo?  | Ngày nhận danh hiệu? | Hình ảnh                                            |
| ---------------------------- | ---------------------------------------------------------------------------------- | -------- | --------------------------------------------- | -------------------- | -------------------- | --------------------------------------------------- |
| Lâu đài Enciso               | Di tích Kiến trúc phòng thủ Thời gian: Thế kỷ 10                                   | Enciso   | 42°08′59″B 2°16′12″T / 42,149824°B 2,269949°T | Declaración genérica | 22-04-1949           | Castillo de Enciso · Upload image                   |
| Crucero Concepción           | Crucero Hành trình con templete                                                    | Enciso   | 42°09′11″B 2°15′54″T / 42,153011°B 2,265064°T | Declaración genérica | 14-03-1963           | Crucero de la Concepción · Upload image             |
| Horca Enciso                 | Rollo de justicia                                                                  | Enciso   | 42°08′49″B 2°16′14″T / 42,146807°B 2,270417°T | Declaración genérica | 14-03-1963           | Horca de Enciso · Upload image                      |
| Nhà thờ San Pedro Apóstol    | Di tích Kiến trúc tôn giáo Kiến trúc: Románico và Gótico isabelino                 | Enciso   | 42°08′58″B 2°16′01″T / 42,149424°B 2,267074°T | RI-51-0003965        | 24-10-1974           | Iglesia de San Pedro Apóstol · Upload image         |
| Nhà thờ Santa María Estrella | Di tích Kiến trúc tôn giáo Kiểu: Kiến trúc Gothic Thời gian: Finales del Thế kỷ 15 | Enciso   | 42°08′58″B 2°16′11″T / 42,149545°B 2,269709°T | RI-51-0003964        | 24-10-1974           | Iglesia de Sta. María de la Estrella · Upload image |
| Khu vực Barranco Sierra Palo | Địa điểm lịch sử Icnitas                                                           | Enciso   |                                               | RI-54-0000129        | 23-06-2000           | Upload image                                        |
| Khu vực Enciso               | Địa điểm lịch sử Icnitas                                                           | Enciso   |                                               | RI-54-0000134        | 23-06-2000           | Upload image                                        |
| Khu vực Losas                | Địa điểm lịch sử Icnitas                                                           | Enciso   |                                               | RI-54-0000102        | 23-06-2000           | Upload image                                        |

#### Entrena
| Tên                          | Dạng                       | Địa điểm               | Tọa độ                                        | Số hồ sơ tham khảo? | Ngày nhận danh hiệu? | Hình ảnh                                        |
| ---------------------------- | -------------------------- | ---------------------- | --------------------------------------------- | ------------------- | -------------------- | ----------------------------------------------- |
| Crucero                      | Hành trình                 | Entrena Plaza del Coso | 42°23′14″B 2°31′48″T / 42,387325°B 2,529909°T | n/d                 | 14-03-1963           | Upload image                                    |
| Nhà thờ San Martín (Entrena) | Di tích Kiến trúc tôn giáo | Entrena                | 42°23′19″B 2°31′53″T / 42,38862°B 2,531329°T  | RI-51-0005036       | 05-10-1984           | Iglesia Parroquial de San Martín · Upload image |

#### Ezcaray
| Tên                                  | Dạng                                              | Địa điểm | Tọa độ                                        | Số hồ sơ tham khảo? | Ngày nhận danh hiệu? | Hình ảnh                                                  |
| ------------------------------------ | ------------------------------------------------- | -------- | --------------------------------------------- | ------------------- | -------------------- | --------------------------------------------------------- |
| Crucero                              | Hành trình                                        | Ezcaray  | 42°19′32″B 3°00′52″T / 42,325645°B 3,014376°T | n/d                 | 14-03-1963           | Crucero · Upload image                                    |
| Crucero San Lázaro                   | Hành trình                                        | Ezcaray  | 42°19′18″B 3°00′55″T / 42,321611°B 3,015256°T | n/d                 | 14-03-1963           | Upload image                                              |
| Nhà thờ Parroquial Santa María Mayor | Di tích Kiến trúc tôn giáo Thời gian: Thế kỷ 15   | Ezcaray  | 42°19′34″B 3°00′52″T / 42,326106°B 3,01449°T  | RI-51-0003790       | 11-10-1967           | Iglesia Parroquial de Santa María la Mayor · Upload image |
| Real Fábrica Paños " Fuerte"         | Di tích Kiến trúc dân sự Tình trạng: Rehabilitado | Ezcaray  | 42°19′40″B 3°00′49″T / 42,327721°B 3,013729°T | RI-51-0007321       | 29-10-1992           | Real Fábrica de Paños · Upload image                      |

### F

#### Foncea
| Tên        | Dạng         | Địa điểm | Tọa độ                                        | Số hồ sơ tham khảo? | Ngày nhận danh hiệu? | Hình ảnh                   |
| ---------- | ------------ | -------- | --------------------------------------------- | ------------------- | -------------------- | -------------------------- |
| Tháp Mocha | Lâu đài Tháp | Foncea   | 42°36′53″B 3°02′35″T / 42,614687°B 3,042938°T | n/d                 | 22-04-1949           | Torre Mocha · Upload image |

#### Fonzaleche
| Tên              | Dạng              | Địa điểm                        | Tọa độ                                        | Số hồ sơ tham khảo? | Ngày nhận danh hiệu? | Hình ảnh     |
| ---------------- | ----------------- | ------------------------------- | --------------------------------------------- | ------------------- | -------------------- | ------------ |
| Rollo hay picota | Rollo de justicia | Fonzaleche Villaseca (La Rioja) | 42°35′53″B 2°58′44″T / 42,598194°B 2,978756°T | n/d                 | 14-03-1963           | Upload image |

#### Fuenmayor
| Tên                             | Dạng                                                 | Địa điểm  | Tọa độ                                       | Số hồ sơ tham khảo? | Ngày nhận danh hiệu? | Hình ảnh                              |
| ------------------------------- | ---------------------------------------------------- | --------- | -------------------------------------------- | ------------------- | -------------------- | ------------------------------------- |
| Nhà thờ Santa María (Fuenmayor) | Di tích Kiến trúc tôn giáo Kiểu: Kiến trúc Phục Hưng | Fuenmayor | 42°28′01″B 2°33′43″T / 42,467036°B 2,56197°T | RI-51-0004556       | 29-12-1981           | Iglesia de Santa María · Upload image |

### G

#### Galbárruli
| Tên                             | Dạng                                                                        | Địa điểm              | Tọa độ                                        | Số hồ sơ tham khảo? | Ngày nhận danh hiệu? | Hình ảnh                                        |
| ------------------------------- | --------------------------------------------------------------------------- | --------------------- | --------------------------------------------- | ------------------- | -------------------- | ----------------------------------------------- |
| Nhà thờ San Julián (Castilseco) | Di tích Kiến trúc tôn giáo Kiểu: Románico Thời gian: Thế kỷ 12 và Thế kỷ 13 | Galbárruli Castilseco | 42°36′39″B 2°57′34″T / 42,610921°B 2,959465°T | RI-51-0004843       | 30-03-1983           | Iglesia Parroquial de San Julián · Upload image |

### H

#### Haro, La Rioja
| Tên                        | Dạng                                          | Địa điểm                | Tọa độ                                       | Số hồ sơ tham khảo? | Ngày nhận danh hiệu? | Hình ảnh                                        |
| -------------------------- | --------------------------------------------- | ----------------------- | -------------------------------------------- | ------------------- | -------------------- | ----------------------------------------------- |
| Villa Haro                 | Khu phức hợp lịch sử artístico                | Haro                    | 42°34′37″B 2°50′39″T / 42,57694°B 2,84417°T  | RI-53-0000188       | 10-04-1975           | Villa de Haro · Upload image                    |
| Nhà thờ Santo Tomás (Haro) | Di tích Kiến trúc tôn giáo Kiểu: Varios       | Haro                    | 42°34′41″B 2°50′44″T / 42,57817°B 2,845655°T | RI-51-0000705       | 03-06-1931           | Iglesia Colegiata de Santo Tomás · Upload image |
| Palacio Salazar            | Di tích Kiến trúc dân sự Thời gian: Thế kỷ 17 | Haro Calle de la Paz, 4 | 42°34′38″B 2°50′45″T / 42,57736°B 2,84571°T  | RI-51-0010545       | 24-02-2002           | Upload image                                    |

#### Herce
| Tên           | Dạng                              | Địa điểm | Tọa độ                                        | Số hồ sơ tham khảo? | Ngày nhận danh hiệu? | Hình ảnh                         |
| ------------- | --------------------------------- | -------- | --------------------------------------------- | ------------------- | -------------------- | -------------------------------- |
| Lâu đài Herce | Di tích Kiến trúc quân sự Lâu đài | Herce    | 42°12′54″B 2°10′18″T / 42,215072°B 2,171553°T | n/d                 | 22-04-1949           | Castillo de Herce · Upload image |

#### Hornillos de Cameros
| Tên               | Dạng                     | Địa điểm             | Tọa độ | Số hồ sơ tham khảo? | Ngày nhận danh hiệu? | Hình ảnh     |
| ----------------- | ------------------------ | -------------------- | ------ | ------------------- | -------------------- | ------------ |
| Khu vực Hornillos | Địa điểm lịch sử Icnitas | Hornillos de Cameros |        | RI-54-0000064       | 23-06-2000           | Upload image |

#### Huércanos
| Tên               | Dạng       | Địa điểm  | Tọa độ                                        | Số hồ sơ tham khảo? | Ngày nhận danh hiệu? | Hình ảnh     |
| ----------------- | ---------- | --------- | --------------------------------------------- | ------------------- | -------------------- | ------------ |
| Crucero Huércanos | Hành trình | Huércanos | 42°25′42″B 2°41′45″T / 42,428461°B 2,695937°T | n/d                 | 14-03-1963           | Upload image |

### I

#### Igea
| Tên                               | Dạng                     | Địa điểm                           | Tọa độ                                        | Số hồ sơ tham khảo? | Ngày nhận danh hiệu? | Hình ảnh                                         |
| --------------------------------- | ------------------------ | ---------------------------------- | --------------------------------------------- | ------------------- | -------------------- | ------------------------------------------------ |
| Palacio Marques Nhà Tháp          | Di tích Kiến trúc dân sự | Igea                               | 42°04′13″B 2°00′34″T / 42,07017°B 2,009361°T  | RI-51-0004858       | 20-04-1983           | Palacio del Marques de Casa Torre · Upload image |
| Khu vực Árbol Igea                | Địa điểm lịch sử Icnitas | Igea Cerca de la Virgen del Villar | 42°03′05″B 2°01′57″T / 42,051257°B 2,032546°T | RI-54-0000132       | 23-06-2000           | Yacimiento Árbol de Igea · Upload image          |
| Khu vực Camino Igea a Valdebrajes | Địa điểm lịch sử Icnitas | Igea                               |                                               | RI-54-0000130       | 23-06-2000           | Upload image                                     |
| Khu vực Cañada                    | Địa điểm lịch sử Icnitas | Igea                               |                                               | RI-54-0000065       | 23-06-2000           | Upload image                                     |
| Khu vực Peladillo                 | Địa điểm lịch sử Icnitas | Igea                               | 42°05′02″B 2°02′33″T / 42,083782°B 2,04248°T  | RI-54-0000133       | 23-06-2000           | Upload image                                     |
| Khu vực Villar                    | Địa điểm lịch sử Icnitas | Igea                               |                                               | RI-54-0000108       | 23-06-2000           | Upload image                                     |

### L

#### Lardero
| Tên     | Dạng                               | Địa điểm | Tọa độ                                        | Số hồ sơ tham khảo? | Ngày nhận danh hiệu? | Hình ảnh     |
| ------- | ---------------------------------- | -------- | --------------------------------------------- | ------------------- | -------------------- | ------------ |
| Crucero | Hành trình Hành trình con templete | Lardero  | 42°25′26″B 2°27′58″T / 42,423821°B 2,466067°T | n/d                 | 14-03-1963           | Upload image |

#### Leiva, La Rioja
| Tên           | Dạng                              | Địa điểm | Tọa độ                                        | Số hồ sơ tham khảo? | Ngày nhận danh hiệu? | Hình ảnh                         |
| ------------- | --------------------------------- | -------- | --------------------------------------------- | ------------------- | -------------------- | -------------------------------- |
| Lâu đài Leiva | Di tích Kiến trúc quân sự Lâu đài | Leiva    | 42°30′05″B 3°02′49″T / 42,501489°B 3,047006°T | n/d                 | 22-04-1949           | Castillo de Leiva · Upload image |
| Crucero       | Hành trình                        | Leiva    | 42°29′44″B 3°02′53″T / 42,495666°B 3,048149°T | n/d                 | 14-03-1963           | Upload image                     |

#### Logroño
| Tên                                 | Dạng                                                                            | Địa điểm                        | Tọa độ                                        | Số hồ sơ tham khảo? | Ngày nhận danh hiệu? | Hình ảnh                                                |
| ----------------------------------- | ------------------------------------------------------------------------------- | ------------------------------- | --------------------------------------------- | ------------------- | -------------------- | ------------------------------------------------------- |
| Lưu trữ lịch sử Provincial Rioja    | Lưu trữ                                                                         | Logroño c. Rodríguez Paterna 24 | 42°28′04″B 2°26′33″T / 42,46778°B 2,4425°T    | RI-AR-0000002       | 27-09-1994           | Archivo Histórico Provincial de La Rioja · Upload image |
| Concatedral Santa María Redonda     | Di tích Kiến trúc tôn giáo Thời gian: Thế kỷ 16, Thế kỷ 17 và Thế kỷ 18         | Logroño                         | 42°27′59″B 2°26′44″T / 42,46652°B 2,445526°T  | RI-51-0000701       | 03-06-1931           | Concatedral de Santa María de la Redonda · Upload image |
| Nhà thờ San Bartolomé (Logroño)     | Di tích Kiến trúc tôn giáo Thời gian: Thế kỷ 12 và Thế kỷ 13 Kiểu: Románico     | Logroño                         | 42°28′02″B 2°26′37″T / 42,46716°B 2,443664°T  | RI-51-0000006       | 18-09-1866           | Iglesia de San Bartolomé · Upload image                 |
| Nhà thờ Santa María Palacio         | Di tích Kiến trúc tôn giáoÉpoca: Thế kỷ 12 đến Thế kỷ 15 Kiểu: Kiến trúc Gothic | Logroño                         | 42°28′05″B 2°26′40″T / 42,46801°B 2,444405°T  | RI-51-0001140       | 27-09-1943           | Iglesia de Santa María de Palacio · Upload image        |
| Tường Logroño                       | Lâu đài Tường thành                                                             | Logroño El Revellín             | 42°28′00″B 2°27′00″T / 42,466717°B 2,450099°T | n/d                 | 22-04-1949           | Muralla de Logroño · Upload image                       |
| Bảo tàng Provincial Bellas Artes    | Di tích Kiến trúc dân sự                                                        | Logroño                         | 42°27′57″B 2°26′55″T / 42,465816°B 2,44866°T  | RI-51-0001371       | 01-03-1962           | Museo Provincial de Bellas Artes · Upload image         |
| Parlamento Rioja, Exconvento Merced | Di tích Kiến trúc tôn giáo Tình trạng: Rehabilitado                             | Logroño                         | 42°28′00″B 2°26′59″T / 42,466546°B 2,449671°T | RI-51-0004831       | 16-03-1983           | Parlamento de La Rioja · Upload image                   |
| Puente Romano Mantible              | Di tích Kiến trúc dân sự Tình trạng: Đang đổ nát                                | Logroño El Cortijo              | 42°30′36″B 2°30′29″T / 42,510026°B 2,507931°T | RI-51-0004791       | 25-01-1983           | Puente Romano de Mantible · Upload image                |
| Teatro Bretón Herreros              | Di tích Kiến trúc dân sự Tình trạng: Rehabilitado                               | Logroño                         | 42°27′54″B 2°26′54″T / 42,465°B 2,44833°T     | RI-51-0004927       | 25-08-1983           | Teatro Bretón de los Herreros · Upload image            |

#### Lumbreras
| Tên                   | Dạng              | Địa điểm                    | Tọa độ                                        | Số hồ sơ tham khảo? | Ngày nhận danh hiệu? | Hình ảnh                                 |
| --------------------- | ----------------- | --------------------------- | --------------------------------------------- | ------------------- | -------------------- | ---------------------------------------- |
| Rollo hay crucero     | Rollo de justicia | Lumbreras Venta de Piqueras | 42°04′43″B 2°32′43″T / 42,078633°B 2,545157°T | n/d                 | 14-03-1963           | Upload image                             |
| Tháp fuerte Lumbreras | Lâu đài Tháp      | Lumbreras                   | 42°06′19″B 2°37′29″T / 42,105297°B 2,62481°T  | n/d                 | 22-04-1949           | Torre fuerte de Lumbreras · Upload image |

### M

#### Munilla
| Tên                  | Dạng                            | Địa điểm | Tọa độ                                        | Số hồ sơ tham khảo? | Ngày nhận danh hiệu? | Hình ảnh                          |
| -------------------- | ------------------------------- | -------- | --------------------------------------------- | ------------------- | -------------------- | --------------------------------- |
| Crucero Munilla      | Crucero Hành trình con templete | Munilla  | 42°11′19″B 2°17′42″T / 42,188523°B 2,295023°T | n/d                 | 14-03-1963           | Crucero de Munilla · Upload image |
| Khu vực Mortajeras   | Địa điểm lịch sử Icnitas        | Munilla  |                                               | RI-54-0000103       | 23-06-2000           | Upload image                      |
| Khu vực Malvaciervo  | Địa điểm lịch sử Icnitas        | Munilla  |                                               | RI-54-0000106       | 23-06-2000           | Upload image                      |
| Khu vực Peñaportillo | Địa điểm lịch sử Icnitas        | Munilla  |                                               | RI-54-0000123       | 23-06-2000           | Upload image                      |
| Khu vực San Vicente  | Địa điểm lịch sử Icnitas        | Munilla  |                                               | RI-54-0000120       | 23-06-2000           | Upload image                      |

#### Murillo de Río Leza
| Tên                                    | Dạng                       | Địa điểm            | Tọa độ                                        | Số hồ sơ tham khảo? | Ngày nhận danh hiệu? | Hình ảnh                                         |
| -------------------------------------- | -------------------------- | ------------------- | --------------------------------------------- | ------------------- | -------------------- | ------------------------------------------------ |
| Nhà thờ San Esteban (Murillo Río Leza) | Di tích Kiến trúc tôn giáo | Murillo de Río Leza | 42°24′14″B 2°19′33″T / 42,403819°B 2,325712°T | RI-51-0004336       | 20-02-1979           | Iglesia Parroquial de San Esteban · Upload image |

#### Muro de Aguas
| Tên                | Dạng                               | Địa điểm      | Tọa độ                                        | Số hồ sơ tham khảo? | Ngày nhận danh hiệu? | Hình ảnh     |
| ------------------ | ---------------------------------- | ------------- | --------------------------------------------- | ------------------- | -------------------- | ------------ |
| Crucero Muro Aguas | Hành trình Hành trình con templete | Muro de Aguas | 42°08′06″B 2°06′55″T / 42,135124°B 2,115405°T | n/d                 | 14-03-1963           | Upload image |
| Rollo Muro Aguas   | Rollo de justicia                  | Muro de Aguas | 42°08′00″B 2°06′38″T / 42,133258°B 2,110595°T | n/d                 | 14-03-1963           | Upload image |

#### Muro en Cameros
| Tên          | Dạng                     | Địa điểm        | Tọa độ | Số hồ sơ tham khảo? | Ngày nhận danh hiệu? | Hình ảnh     |
| ------------ | ------------------------ | --------------- | ------ | ------------------- | -------------------- | ------------ |
| Khu vực Cela | Địa điểm lịch sử Icnitas | Muro en Cameros |        | RI-54-0000066       | 23-06-2000           | Upload image |

### N

#### Nájera
| Tên                             | Dạng                                      | Địa điểm                      | Tọa độ                                        | Số hồ sơ tham khảo? | Ngày nhận danh hiệu? | Hình ảnh                                                   |
| ------------------------------- | ----------------------------------------- | ----------------------------- | --------------------------------------------- | ------------------- | -------------------- | ---------------------------------------------------------- |
| Lâu đài Mota                    | Lâu đài Tình trạng: Escasas ruinas        | Nájera                        | 42°24′45″B 2°44′16″T / 42,41243°B 2,737904°T  | n/d                 | 22-04-1949           | Upload image                                               |
| Nhà thờ Parroquial Santa Cruz   | Di tích Kiến trúc tôn giáo                | Nájera                        | 42°25′01″B 2°44′04″T / 42,416898°B 2,734394°T | RI-51-0004941       | 21-09-1983           | Iglesia Parroquial de la Santa Cruz · Upload image         |
| Tu viện Santa María Real Nájera | Di tích Kiến trúc tôn giáo Kiểu: Diversos | Nájera Plaza de Santa María 2 | 42°24′59″B 2°44′08″T / 42,416292°B 2,735614°T | RI-51-0000061       | 17-10-1889           | Monasterio de Santa María la Real de Nájera · Upload image |

#### Navarrete, La Rioja
| Tên             | Dạng                           | Địa điểm  | Tọa độ                                       | Số hồ sơ tham khảo? | Ngày nhận danh hiệu? | Hình ảnh                          |
| --------------- | ------------------------------ | --------- | -------------------------------------------- | ------------------- | -------------------- | --------------------------------- |
| Villa Navarrete | Khu phức hợp lịch sử artístico | Navarrete | 42°25′46″B 2°33′41″T / 42,42939°B 2,561347°T | RI-53-0000110       | 21-03-1970           | Villa de Navarrete · Upload image |

#### Nieva de Cameros
| Tên                           | Dạng                                            | Địa điểm         | Tọa độ                                        | Số hồ sơ tham khảo? | Ngày nhận danh hiệu? | Hình ảnh                                        |
| ----------------------------- | ----------------------------------------------- | ---------------- | --------------------------------------------- | ------------------- | -------------------- | ----------------------------------------------- |
| Lâu đài Nieva Cameros         | Di tích Kiến trúc quân sự Lâu đài               | Nieva de Cameros | 42°13′11″B 2°39′53″T / 42,219631°B 2,664796°T | n/d                 | 22-04-1949           | Castillo de Nieva de Cameros · Upload image     |
| Nhà thờ Parroquial San Martín | Di tích Kiến trúc tôn giáo Thời gian: Thế kỷ 16 | Nieva de Cameros | 42°13′07″B 2°39′58″T / 42,218701°B 2,666205°T | RI-51-0005037       | 05-10-1984           | Iglesia Parroquial de San Martín · Upload image |

### O

#### Ocón
| Tên          | Dạng                              | Địa điểm | Tọa độ                                     | Số hồ sơ tham khảo? | Ngày nhận danh hiệu? | Hình ảnh     |
| ------------ | --------------------------------- | -------- | ------------------------------------------ | ------------------- | -------------------- | ------------ |
| Lâu đài Ocón | Di tích Kiến trúc quân sự Lâu đài | Ocón     | 42°18′04″B 2°14′41″T / 42,301°B 2,244834°T | n/d                 | 22-04-1949           | Upload image |

#### Ojacastro
| Tên              | Dạng              | Địa điểm  | Tọa độ                                        | Số hồ sơ tham khảo? | Ngày nhận danh hiệu? | Hình ảnh     |
| ---------------- | ----------------- | --------- | --------------------------------------------- | ------------------- | -------------------- | ------------ |
| Rollo hay picota | Rollo de justicia | Ojacastro | 42°20′44″B 3°00′16″T / 42,345686°B 3,004533°T | n/d                 | 14-03-1963           | Upload image |

### P

#### Pedroso, La Rioja
| Tên                         | Dạng                       | Địa điểm | Tọa độ                                        | Số hồ sơ tham khảo? | Ngày nhận danh hiệu? | Hình ảnh                                         |
| --------------------------- | -------------------------- | -------- | --------------------------------------------- | ------------------- | -------------------- | ------------------------------------------------ |
| Nhà thờ Parroquial Salvador | Di tích Kiến trúc tôn giáo | Pedroso  | 42°18′00″B 2°43′08″T / 42,300132°B 2,718829°T | RI-51-0004568       | 15-01-1982           | Iglesia Parroquial de El Salvador · Upload image |

#### Préjano
| Tên                   | Dạng                               | Địa điểm                 | Tọa độ                                        | Số hồ sơ tham khảo? | Ngày nhận danh hiệu? | Hình ảnh                             |
| --------------------- | ---------------------------------- | ------------------------ | --------------------------------------------- | ------------------- | -------------------- | ------------------------------------ |
| Lâu đài Préjano       | Lâu đài                            | Préjano                  | 42°11′15″B 2°10′48″T / 42,18749°B 2,179895°T  | n/d                 | 22-04-1949           | Castillo de Préjano · Upload image   |
| Crucero               | Hành trình Hành trình con templete | Préjano                  | 42°11′03″B 2°10′50″T / 42,184162°B 2,180455°T | n/d                 | 14-03-1963           | Crucero · Upload image               |
| Khu vực Valdeté       | Địa điểm lịch sử Icnitas           | Préjano và Muro de Aguas |                                               | RI-54-0000109       | 23-06-2000           | Yacimiento de Valdeté · Upload image |
| Khu vực Fuente Amarga | Địa điểm lịch sử Icnitas           | Préjano                  |                                               | RI-54-0000063       | 23-06-2000           | Upload image                         |
| Khu vực Cuesta Peso   | Địa điểm lịch sử Icnitas           | Préjano                  |                                               | RI-54-0000131       | 23-06-2000           | Upload image                         |
| Khu vực Magdalena     | Địa điểm lịch sử Icnitas           | Préjano                  |                                               | RI-54-0000067       | 23-06-2000           | Upload image                         |
| Khu vực Valdemurillo  | Địa điểm lịch sử Icnitas           | Préjano                  |                                               | RI-54-0000111       | 23-06-2000           | Upload image                         |
| Khu vực Sol Pita      | Địa điểm lịch sử Icnitas           | Préjano                  |                                               | RI-54-0000118       | 23-06-2000           | Upload image                         |

### Q

#### Quel, La Rioja
| Tên          | Dạng                            | Địa điểm | Tọa độ                                        | Số hồ sơ tham khảo? | Ngày nhận danh hiệu? | Hình ảnh                        |
| ------------ | ------------------------------- | -------- | --------------------------------------------- | ------------------- | -------------------- | ------------------------------- |
| Lâu đài Quel | Lâu đài Tình trạng: Đang đổ nát | Quel     | 42°13′43″B 2°02′47″T / 42,228665°B 2,046444°T | n/d                 | 22-04-1949           | Castillo de Quel · Upload image |

### R

#### Ribafrecha
| Tên                          | Dạng                       | Địa điểm   | Tọa độ                                        | Số hồ sơ tham khảo? | Ngày nhận danh hiệu? | Hình ảnh                                        |
| ---------------------------- | -------------------------- | ---------- | --------------------------------------------- | ------------------- | -------------------- | ----------------------------------------------- |
| Nhà hoang Virgen Cuesta      | Di tích Kiến trúc tôn giáo | Ribafrecha | 42°21′13″B 2°23′18″T / 42,353563°B 2,38826°T  | RI-51-0005070       | 26-04-1985           | Ermita de la Virgen de la Cuesta · Upload image |
| Nhà thờ Parroquial San Pedro | Di tích Kiến trúc tôn giáo | Ribafrecha | 42°21′18″B 2°23′15″T / 42,355026°B 2,387385°T | RI-51-0005038       | 05-10-1984           | Iglesia Parroquial de San Pedro · Upload image  |

#### Robres del Castillo
| Tên                        | Dạng                     | Địa điểm                                  | Tọa độ                                        | Số hồ sơ tham khảo? | Ngày nhận danh hiệu? | Hình ảnh                          |
| -------------------------- | ------------------------ | ----------------------------------------- | --------------------------------------------- | ------------------- | -------------------- | --------------------------------- |
| Lâu đài Robres             | Lâu đài                  | Robres del Castillo                       | 42°16′24″B 2°17′39″T / 42,273371°B 2,294058°T | n/d                 | 22-04-1949           | Castillo de Robres · Upload image |
| Khu vực San Vicente Robres | Địa điểm lịch sử Icnitas | Robres del Castillo San Vicente de Robres |                                               | RI-54-0000119       | 23-06-2000           | Upload image                      |

### S

#### Sajazarra
| Tên                                     | Dạng                                                              | Địa điểm  | Tọa độ                                        | Số hồ sơ tham khảo? | Ngày nhận danh hiệu? | Hình ảnh                                                        |
| --------------------------------------- | ----------------------------------------------------------------- | --------- | --------------------------------------------- | ------------------- | -------------------- | --------------------------------------------------------------- |
| Lâu đài Sajazarra                       | Di tích Kiến trúc quân sự Lâu đài                                 | Sajazarra | 42°35′22″B 2°57′37″T / 42,589362°B 2,960311°T | n/d                 | 22-04-1949           | Castillo de Sajazarra · Upload image                            |
| Nhà thờ Parroquial Santa María Asunción | Di tích Kiến trúc tôn giáo Tình trạng: Đã phục hồi Kiểu: Diversos | Sajazarra | 42°35′22″B 2°57′34″T / 42,589355°B 2,95945°T  | RI-51-0004530       | 30-10-1981           | Iglesia Parroquial de Santa María de la Asunción · Upload image |

#### San Asensio
| Tên               | Dạng                                                      | Địa điểm              | Tọa độ                                        | Số hồ sơ tham khảo? | Ngày nhận danh hiệu? | Hình ảnh                             |
| ----------------- | --------------------------------------------------------- | --------------------- | --------------------------------------------- | ------------------- | -------------------- | ------------------------------------ |
| Lâu đài Davalillo | Di tích Kiến trúc quân sự Lâu đài Tình trạng: Đang đổ nát | San Asensio Davalillo | 42°32′21″B 2°43′58″T / 42,539043°B 2,732712°T | n/d                 | 22-04-1949           | Castillo de Davalillo · Upload image |

#### San Millán de la Cogolla, La Rioja
| Tên                     | Dạng | Địa điểm                 | Tọa độ                                        | Số hồ sơ tham khảo? | Ngày nhận danh hiệu? | Hình ảnh                                        |
| ----------------------- | --- | ------------------------ | --------------------------------------------- | ------------------- | -------------------- | ----------------------------------------------- |
| Tu viện San Millán Suso | Di tích Kiến trúc tôn giáo                                                                              | San Millán de la Cogolla | 42°19′45″B 2°52′23″T / 42,329145°B 2,872964°T | RI-51-0000703       | 03-06-1931           | Monasterio de San Millán de Suso · Upload image |
| Tu viện San Millán Yuso | Di tích Kiến trúc tôn giáo Notas: Cuna del Tiếng Tây Ban Nha và Tiếng Basque en las Glosas Emilianenses | San Millán de la Cogolla | 42°19′33″B 2°51′55″T / 42,325841°B 2,865332°T | RI-51-0000704       | 03-06-1931           | Monasterio de San Millán de Yuso · Upload image |

#### San Román de Cameros
| Tên     | Dạng       | Địa điểm             | Tọa độ                                        | Số hồ sơ tham khảo? | Ngày nhận danh hiệu? | Hình ảnh     |
| ------- | ---------- | -------------------- | --------------------------------------------- | ------------------- | -------------------- | ------------ |
| Crucero | Hành trình | San Román de Cameros | 42°14′03″B 2°28′23″T / 42,234119°B 2,473078°T | n/d                 | 14-03-1963           | Upload image |

#### San Vicente de la Sonsierra
| Tên                           | Dạng                                      | Địa điểm                           | Tọa độ                                        | Số hồ sơ tham khảo? | Ngày nhận danh hiệu? | Hình ảnh                                               |
| ----------------------------- | ----------------------------------------- | ---------------------------------- | --------------------------------------------- | ------------------- | -------------------- | ------------------------------------------------------ |
| Lâu đài San Vicente Sonsierra | Lâu đài                                   | San Vicente de la Sonsierra        | 42°33′35″B 2°45′27″T / 42,55961°B 2,757594°T  | n/d                 | 22-04-1949           | Castillo de San Vicente de la Sonsierra · Upload image |
| Ermita Santa María Piscina    | Di tích Kiến trúc tôn giáo Kiểu: Románico | San Vicente de la Sonsierra Peciña | 42°34′41″B 2°43′33″T / 42,578053°B 2,725931°T | RI-51-0000707       | 03-06-1931           | Ermita de Santa María de La Piscina · Upload image     |

#### Santa Coloma, La Rioja
| Tên                         | Dạng                                            | Địa điểm     | Tọa độ                                        | Số hồ sơ tham khảo? | Ngày nhận danh hiệu? | Hình ảnh                                         |
| --------------------------- | ----------------------------------------------- | ------------ | --------------------------------------------- | ------------------- | -------------------- | ------------------------------------------------ |
| Nhà thờ Parroquial Asunción | Di tích Kiến trúc tôn giáo Thời gian: Thế kỷ 16 | Santa Coloma | 42°22′02″B 2°39′21″T / 42,367221°B 2,655968°T | RI-51-0004577       | 15-01-1982           | Iglesia Parroquial de la Asunción · Upload image |

#### Santa Engracia del Jubera
| Tên                | Dạng                            | Địa điểm                                        | Tọa độ                                        | Số hồ sơ tham khảo? | Ngày nhận danh hiệu? | Hình ảnh                          |
| ------------------ | ------------------------------- | ----------------------------------------------- | --------------------------------------------- | ------------------- | -------------------- | --------------------------------- |
| Lâu đài Jubera     | Lâu đài Tình trạng: Đang đổ nát | Santa Engracia del Jubera Jubera (La Rioja)     | 42°17′54″B 2°17′34″T / 42,298222°B 2,292872°T | n/d                 | 22-04-1949           | Castillo de Jubera · Upload image |
| Khu vực San Martín | Địa điểm lịch sử Icnitas        | Santa Engracia del Jubera San Martín (La Rioja) |                                               | RI-54-0000121       | 23-06-2000           | Upload image                      |

#### Santo Domingo de la Calzada
| Tên                               | Dạng                                                                        | Địa điểm                    | Tọa độ                                        | Số hồ sơ tham khảo?  | Ngày nhận danh hiệu? | Hình ảnh                                                      |
| --------------------------------- | --------------------------------------------------------------------------- | --------------------------- | --------------------------------------------- | -------------------- | -------------------- | ------------------------------------------------------------- |
| Nhà thờ Santo Domingo Calzada     | Di tích Kiến trúc tôn giáo Kiến trúc: Románico, Kiến trúc Gothic và Baroque | Santo Domingo de la Calzada | 42°26′28″B 2°57′13″T / 42,44101°B 2,953665°T  | RI-51-0000702        | 03-06-1931           | Iglesia Catedral del Salvador y de Santa María · Upload image |
| Nhà thờ San Francisco             | Di tích Kiến trúc tôn giáo                                                  | Santo Domingo de la Calzada | 42°26′23″B 2°57′26″T / 42,43964°B 2,957127°T  | RI-51-0004622        | 26-03-1982           | Iglesia de San Francisco · Upload image                       |
| Tường thành Santo Domingo Calzada | Lâu đài Tường thành                                                         | Santo Domingo de la Calzada | 42°26′30″B 2°57′22″T / 42,441713°B 2,955975°T | Declaración genérica | 22-04-1949           | Murallas de Santo Domingo de la Calzada · Upload image        |
| Rollo hay picota                  | Rollo de justicia                                                           | Santo Domingo de la Calzada | 42°26′21″B 2°56′38″T / 42,439164°B 2,943952°T | Declaración genérica | 14-03-1963           | Rollo o picota · Upload image                                 |

#### Santurde de Rioja
| Tên                 | Dạng         | Địa điểm          | Tọa độ                                        | Số hồ sơ tham khảo? | Ngày nhận danh hiệu? | Hình ảnh                                  |
| ------------------- | ------------ | ----------------- | --------------------------------------------- | ------------------- | -------------------- | ----------------------------------------- |
| Tháp Santurde Rioja | Lâu đài Tháp | Santurde de Rioja | 42°23′32″B 2°58′58″T / 42,392102°B 2,982894°T | n/d                 | 22-04-1949           | Torre de Santurde de Rioja · Upload image |

#### Soto en Cameros
| Tên                 | Dạng                     | Địa điểm                  | Tọa độ | Số hồ sơ tham khảo? | Ngày nhận danh hiệu? | Hình ảnh     |
| ------------------- | ------------------------ | ------------------------- | ------ | ------------------- | -------------------- | ------------ |
| Khu vực San Babiles | Địa điểm lịch sử Icnitas | Soto en Cameros           |        | RI-54-0000122       | 23-06-2000           | Upload image |
| Khu vực Soto I      | Địa điểm lịch sử Icnitas | Soto en Cameros           |        | RI-54-0000115       | 23-06-2000           | Upload image |
| Khu vực Soto II     | Địa điểm lịch sử Icnitas | Soto en Cameros           |        | RI-54-0000116       | 23-06-2000           | Upload image |
| Khu vực Soto III    | Địa điểm lịch sử Icnitas | Soto en Cameros           |        | RI-54-0000117       | 23-06-2000           | Upload image |
| Khu vực Trevijano   | Địa điểm lịch sử Icnitas | Soto en Cameros Trevijano |        | RI-54-0000114       | 23-06-2000           | Upload image |

### T

#### Terroba
| Tên                         | Dạng                     | Địa điểm | Tọa độ | Số hồ sơ tham khảo? | Ngày nhận danh hiệu? | Hình ảnh     |
| --------------------------- | ------------------------ | -------- | ------ | ------------------- | -------------------- | ------------ |
| Khu vực Camino Treguajantes | Địa điểm lịch sử Icnitas | Terroba  |        | RI-54-0000124       | 23-06-2000           | Upload image |

#### Tirgo
| Tên                         | Dạng                                      | Địa điểm | Tọa độ                                        | Số hồ sơ tham khảo? | Ngày nhận danh hiệu? | Hình ảnh                                       |
| --------------------------- | ----------------------------------------- | -------- | --------------------------------------------- | ------------------- | -------------------- | ---------------------------------------------- |
| Nhà thờ Parroquial Salvador | Di tích Kiến trúc tôn giáo Kiểu: Románico | Tirgo    | 42°32′44″B 2°56′56″T / 42,545691°B 2,948944°T | RI-51-0003834       | 13-11-1969           | Iglesia Parroquial del Salvador · Upload image |

#### Torrecilla en Cameros
| Tên               | Dạng                                      | Địa điểm              | Tọa độ                                        | Số hồ sơ tham khảo? | Ngày nhận danh hiệu? | Hình ảnh                            |
| ----------------- | ----------------------------------------- | --------------------- | --------------------------------------------- | ------------------- | -------------------- | ----------------------------------- |
| Ermita San Andrés | Di tích Kiến trúc tôn giáo Kiểu: Románico | Torrecilla en Cameros | 42°15′10″B 2°37′45″T / 42,252679°B 2,62916°T  | RI-51-0004520       | 02-10-1981           | Ermita de San Andrés · Upload image |
| Ermita San Pedro  | Di tích Kiến trúc tôn giáo Kiểu: Románico | Torrecilla en Cameros | 42°15′28″B 2°39′10″T / 42,257767°B 2,652909°T | RI-51-0004631       | 17-04-1982           | Ermita de San Pedro · Upload image  |

#### Torremontalbo
| Tên                | Dạng         | Địa điểm      | Tọa độ                                        | Số hồ sơ tham khảo? | Ngày nhận danh hiệu? | Hình ảnh                              |
| ------------------ | ------------ | ------------- | --------------------------------------------- | ------------------- | -------------------- | ------------------------------------- |
| Tháp Torremontalbo | Lâu đài Tháp | Torremontalbo | 42°30′02″B 2°41′06″T / 42,500421°B 2,684911°T | n/d                 | 22-04-1949           | Torre de Torremontalbo · Upload image |

#### Treviana
| Tên                       | Dạng                       | Địa điểm | Tọa độ                                        | Số hồ sơ tham khảo? | Ngày nhận danh hiệu? | Hình ảnh                                       |
| ------------------------- | -------------------------- | -------- | --------------------------------------------- | ------------------- | -------------------- | ---------------------------------------------- |
| Nhà thờ Santa María Mayor | Di tích Kiến trúc tôn giáo | Treviana | 42°33′25″B 3°03′04″T / 42,557041°B 3,051081°T | RI-51-0004578       | 15-05-1982           | Iglesia de Santa María la Mayor · Upload image |

#### Tricio
| Tên                                      | Dạng                                      | Địa điểm | Tọa độ                                        | Số hồ sơ tham khảo? | Ngày nhận danh hiệu? | Hình ảnh                                        |
| ---------------------------------------- | ----------------------------------------- | -------- | --------------------------------------------- | ------------------- | -------------------- | ----------------------------------------------- |
| Vương cung thánh đường Santa María Arcos | Di tích Kiến trúc tôn giáo Kiểu: Románico | Tricio   | 42°24′10″B 2°42′39″T / 42,402752°B 2,710736°T | RI-51-0004276       | 30-03-1978           | Basílica de Santa María de Arcos · Upload image |

### U

#### Uruñuela
| Tên            | Dạng              | Địa điểm | Tọa độ                                       | Số hồ sơ tham khảo? | Ngày nhận danh hiệu? | Hình ảnh     |
| -------------- | ----------------- | -------- | -------------------------------------------- | ------------------- | -------------------- | ------------ |
| Rollo Uruñuela | Rollo de justicia | Uruñuela | 42°26′39″B 2°42′25″T / 42,44413°B 2,707023°T | n/d                 | 14-03-1963           | Upload image |

### V

#### Viguera
| Tên                           | Dạng                      | Địa điểm                         | Tọa độ                                        | Số hồ sơ tham khảo? | Ngày nhận danh hiệu? | Hình ảnh                                                  |
| ----------------------------- | ------------------------- | -------------------------------- | --------------------------------------------- | ------------------- | -------------------- | --------------------------------------------------------- |
| Lâu đài Cueva Castañares Hang | Lâu đài Lâu đài hang động | Viguera Castañares de las Cuevas | 42°18′43″B 2°33′26″T / 42,311952°B 2,557102°T | n/d                 | 22-04-1949           | Castillo Cueva de Castañares de las Cuevas · Upload image |

#### Villalba de Rioja
| Tên            | Dạng              | Địa điểm          | Tọa độ                                        | Số hồ sơ tham khảo? | Ngày nhận danh hiệu? | Hình ảnh     |
| -------------- | ----------------- | ----------------- | --------------------------------------------- | ------------------- | -------------------- | ------------ |
| Rollo Villalba | Cuộn giấy công lý | Villalba de Rioja | 42°36′36″B 2°53′10″T / 42,610025°B 2,886091°T | n/d                 | 14-03-1963           | Upload image |

#### Villanueva de Cameros
| Tên             | Dạng                                    | Địa điểm                                    | Tọa độ | Số hồ sơ tham khảo? | Ngày nhận danh hiệu? | Hình ảnh                             |
| --------------- | --------------------------------------- | ------------------------------------------- | ------ | ------------------- | -------------------- | ------------------------------------ |
| Khu vực Encinar | Địa điểm lịch sử Paleontología, icnitas | Villanueva de Cameros Aldeanueva de Cameros |        | RI-54-0000125       | 23-06-2000           | Yacimiento El Encinar · Upload image |